# Льюїс Клайв
Льюїс Клайв (англ. Lewis Clive, 8 вересня 1910 — 2 серпня 1938) — британський академічний веслувальник.
Олімпійський чемпіон 1932 року в складі розпашної двійки без стернового.